# Gunung Katun Malay
Gunung Katun Malay is een bestuurslaag in het regentschap Tulang Bawang Barat van de provincie Lampung, Indonesië. Gunung Katun Malay telt 777 inwoners (volkstelling 2010).